# Herculia acerasta
Herculia acerasta är en fjärilsart som beskrevs av Turner 1904. Herculia acerasta ingår i släktet Herculia och familjen mott. Inga underarter finns listade i Catalogue of Life.